# Bukovica Velika (miasto Doboj)
Bukovica Velika (cyr. Буковица Велика) – wieś w Bośni i Hercegowinie, w Republice Serbskiej, w mieście Doboj. W 2013 roku liczyła 2669 mieszkańców.